# Posyağbasan, Aladağ
Posyağbasan là một xã thuộc huyện Aladağ, tỉnh Adana, Thổ Nhĩ Kỳ. Dân số thời điểm năm 2009 là 403 người.